# Kastell Lussonium

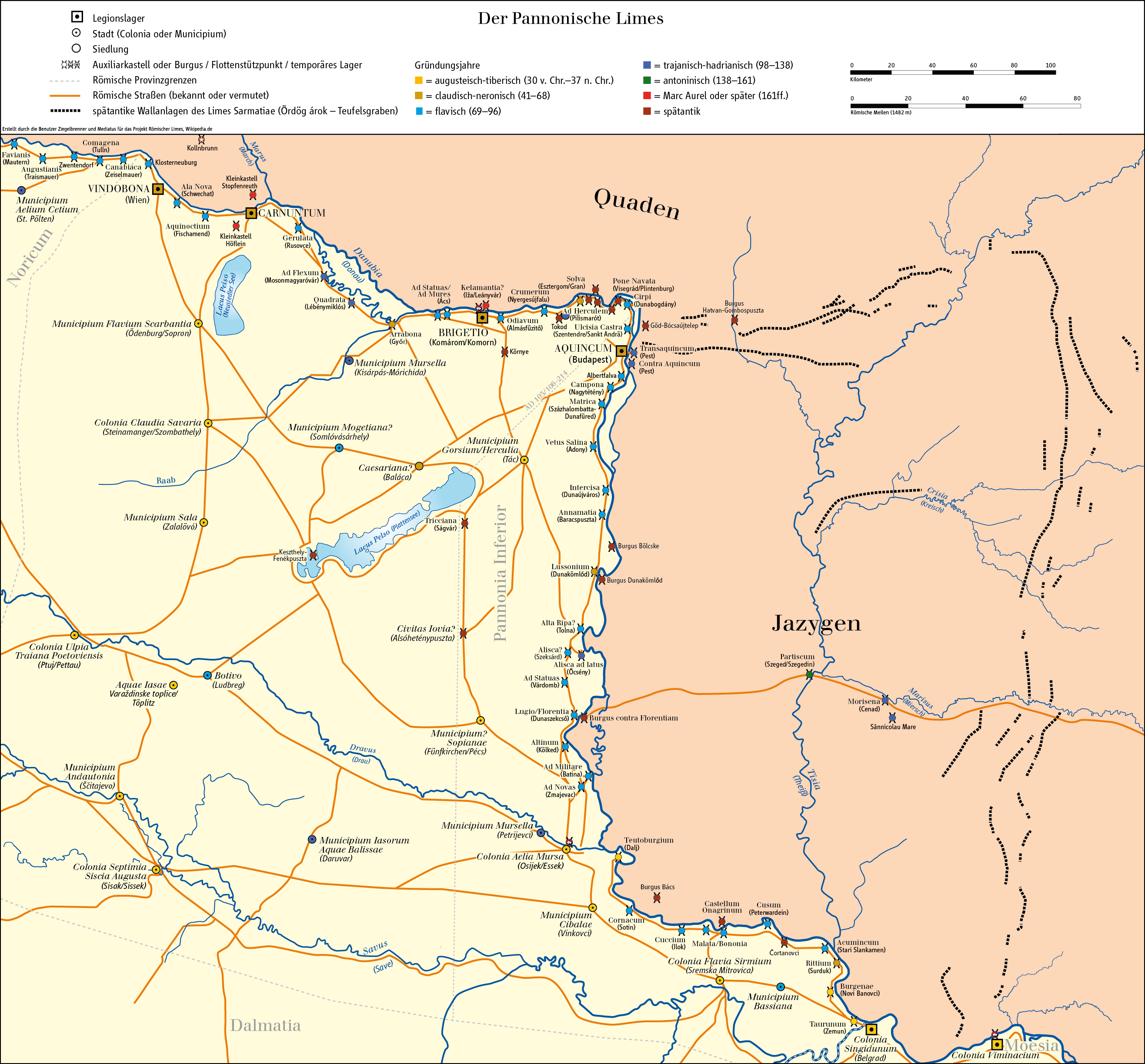
Die Lage von Lussonium am niederpannonischen Donaulimes

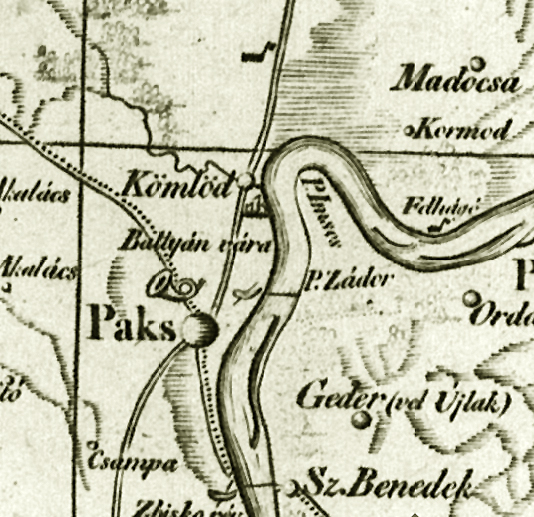
Paks und Kömlőd (Kimling) auf einem Ausschnitt einer Karte von 1809. Zu sehen sind die Halbinsel Imsós, die sog. Überfahrt Imsós bei Zádor und die Battyán vára (Battyán-Burg), an deren Stelle einst das Kastell Lussonium stand.

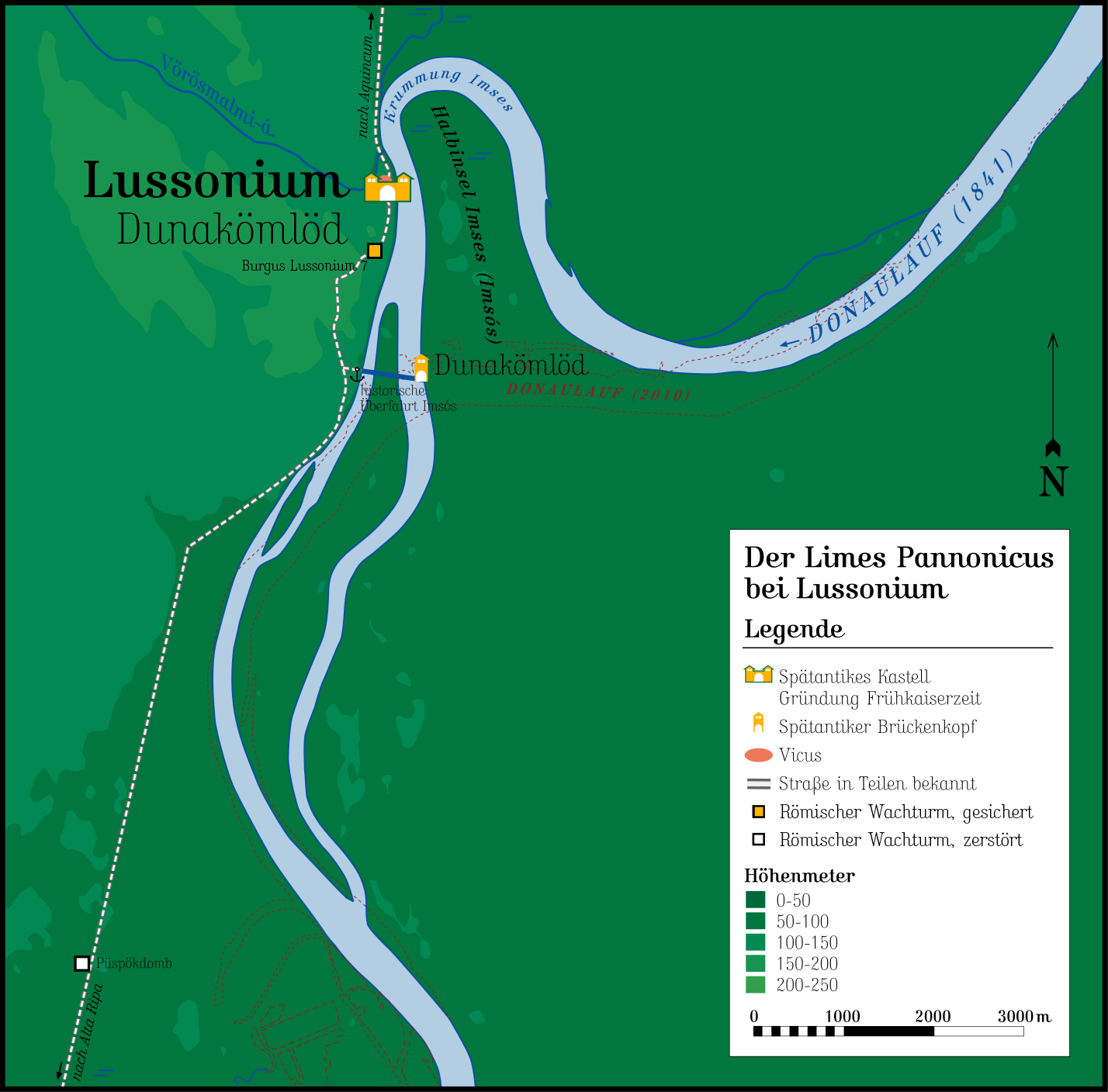
Das Kastell Lussonium und der Ländeburgus mit der nach Aquincum führenden Heerstraße

Das Kastell Lussonium war ein römisches Militärlager, dessen Besatzung für Sicherungs- und Überwachungsaufgaben am Limes Pannonicus zuständig war. Die Donau bildete in weiten Abschnitten die römische Reichsgrenze. Die Baureste der Anlage befinden sich auf einem weithin sichtbaren Lösshügel, der sich unmittelbar über dem westlichen Flussufer im Süden des ungarischen Dorfes Dunakömlőd (früher Kömlöd, deutsch Kimling) im Komitat Tolna erhebt. Überregional bekannt wurde der Platz erst durch die hier zu Beginn des 18. Jahrhunderts ausgetragenen Freiheitskämpfe gegen die Vorherrschaft der Habsburger. Lussonium gilt als einer der frühesten und am längsten in Verwendung gestandenen römischen Garnisonsorte in Niederpannonien.

## Lage
Die antike topographische Situation ist heute vor Ort nur mehr sehr schwer zu rekonstruieren, da sich der Lauf der Donau seither vollständig verändert hat. Bis zur Flussregulierung in den 1840er Jahren floss der Strom in einem mächtigen, nach Norden ausgreifenden Bogen östlich des 1785 als Kimling wiederbegründeten Ortes Dunakömlőd vorbei. Dieser Bogen, dessen nördlichster Punkt früher als Krümmung Imses (Krümmung von Imsós) bekannt war, ist noch durch Altwasserarme und Waldsäume im Gelände erkennbar. Der heutige Donaulauf spart hingegen die einst als Halbinsel Imsós bekannte Landzunge vollständig aus. Von Nordosten kommend, fließt der Strom seit dem 19. Jahrhundert statt nach Nordwesten zur Krümmung Imses direkt nach Westen und knickt dann nach Südwesten ab. Nahe diesem Knick, an den bereits das Nordende der Stadt Paks reicht, wurden in der Donau die Reste eines spätantiken Ländeburgus, der hier einst einen Flussübergang sicherte, entdeckt. Damals floss die Donau in diesem Bereich nicht von Osten, sondern von Norden, von der Krümmung Imses heran. Dementsprechend lag der Burgus nicht wie heute am Nordufer des Flusses, sondern an dessen Ostufer auf der Halbinsel Imsós. Das bereits vor dem Ende des 1. Jahrhunderts n. Chr. bestehende Kastell Lussonium entstand rund 1,2 Kilometer nordwestlich des Burgus auf einer strategisch günstigen Erhebung, die sich am Westufer der Donau, gegenüber der einstigen Halbinsel Imsós befand. Von hier aus hatte die Besatzung einen hervorragenden Rundumblick und konnte auch den Flussübergang gut einsehen. Da seit römischer Zeit rund 130 Meter des östlichen Steilhanges in die bis ins 19. Jahrhundert an den Hügel grenzende Donau abgerutscht sind, ging auch ein Teil des ursprünglichen Kastellareals verloren. Zu welchen zerstörerischen Kräften der Fluss bei Hochwasser fähig ist, zeigte sich am 20. März 1847, als der nur wenig südlicher gelegene Schanzenberg – zwischen Dunakömlőd und Paks – mit seinem Bestand an Weinreben und Obstbäumen binnen weniger Stunden in sich zusammenbrach und vollständig fortgespült wurde.

## Name
Lussonium wird in der antiken Literatur erstmals von Claudius Ptolemäus im 2. Jahrhundert n. Chr. erwähnt. Weitere Namensnennungen finden sich im Itinerarium Antonini, einem Reichsstraßenverzeichnis aus dem 3. Jahrhundert als Lussunio und auf der Tabula Peutingeriana, einer kartographischen Darstellung des römischen Straßennetzes im 4. Jahrhundert als Lusione. Auch die in der Spätantike entstandene Notitia Dignitatum, ein römisches Staatshandbuch aus dem 5. Jahrhundert, führt den Ort an, zum letzten Mal wird die Siedlung im 7. Jahrhundert als Alusione beim Geographen von Ravenna überliefert.

## Forschungsgeschichte
Der bedeutendste frühe Forscher, der in seinen detaillierten Landkarten insbesondere die zu seiner Zeit noch sichtbaren römischen Hinterlassenschaften einzeichnen ließ, war der italienische Gelehrte und kaiserliche Offizier Luigi Ferdinando Marsigli (1658–1730). Er hielt die Fundstätte allerdings noch für die niederpannonische Provinzhauptstadt Aquincum. In den Jahren 1705/1706 verschanzten die ungarischen Revolutionstruppen des ehemaligen kaiserlichen Generals János Bottyán (1643–1709) den Kastellplatz neu. Bottyán, hatte sich nach der Befreiung seines Landes von der osmanischen Vorherrschaft dem Aufstand von Franz II. Rákóczi angeschlossen, um sich gegen die nun folgenden willkürlichen Übergriffe des Hauses Habsburg zu wehren. Die aufgrund der neuzeitlichen Schanzarbeiten weiter beschädigten antiken Baureste und Straten litten in den darauf folgenden zwei Jahren immer wieder unter den verbissenen Kämpfe um die Kuruzenfestung, die dabei mehrfach ihre Besitzer wechselte. Erst mit der Eroberung des Lösshügels durch die kaiserlichen Truppen endeten die Gefechte und die Ungarn mussten sich auf das Ostufer der Donau zurückziehen. Der Kastellplatz wurde in der Folge als Bottyán-Sánc bekannt.
Das im Zuge der türkischen Besatzungszeit vollständig entvölkerte und zerstörte Dorf bei Lussonium wurde erst 1778 auf Anordnung der Kaiserin Maria Theresia (1717–1780) von schwäbischen Siedlern unter dem Namen Kimling zu neuem Leben erweckt. Für die Parzellierung und Neubesiedlung war eine genaue Aufmessung der Gemarkung notwendig. Sie ist zum Glücksfall für den Kastellplatz geworden. So liegt bereits aus dem Gründungsjahr des Dorfes eine qualitätvolle Karte vor, die den erhalten gebliebenen Kastellplatz deutlich als regelmäßiges Viereck wiedergibt, dessen Ostteil aufgrund des Abbruchs in die Donau fehlt. Auch das folgende militärische Kartenwerk der Josephinischen Landesaufnahme von 1782 bis 1785 zeigt die Fortifikation in diesem Zustand. Der Wirtschaftsstatistiker und Heimatforscher Elek Fényes (1807–1876) berichtete um 1850 von römischen Münzen, Inschriftensteinen und anderen Funden, die aus dem Umfeld des Dorfes stammten und 1893 sammelte der Archäologiepionier Mór Wosinsky (1854–1907) antikes Material aus Kömlőd auf. Er war es auch, der 1896 den historischen Platz erstmals mit Lussonium identifizierte. Doch bis in die zweite Hälfte des 20. Jahrhunderts fanden keine wissenschaftlichen Forschungen am Bottyán-sánc statt, so dass bis dahin auch keine zweifelsfreie Identifizierung des Kastellorts möglich war. Die offizielle Grabungsgeschichte setzt daher erst 1969 ein, als zufällig das durch Brand stark beschädigtes Fragment eines Militärdiploms an der Erhebung gefunden wurde. Noch im gleichen Jahr setzte der Archäologe Zsolt Visy an dem Fundort eine Notgrabung an, bei der nicht nur weitere Bruchstücke dieser Konstitution zu Tage kamen, sondern ein weiteres Diplom geborgen werden konnte. 1972 wurde mit der Erforschung des eigentlichen Kastellareals begonnen, damals noch in Hinblick auf die Frage, ob dort überhaupt mit einer Garnison gerechnet werden könne. Weitere Grabungskampagnen unter Visy folgten von 1987 bis 1990. Sie werden seitdem mit wenigen Unterbrechungen von verschiedenen Grabungsleitern weitergeführt. 1996 wurde ein Hügel westlich des Burgberges erforscht und 1998 mit der systematischen Untersuchung des zum Kastell gehörenden Lagerdorfes begonnen. Heute ist das Kastellareal als Archäologischer Park mit dem „Ruinengarten“ Besuchern frei zugänglich. 2003 entstand die vereinfachte Teilrekonstruktion des Nordtores sowie die besuchergerechte Aufarbeitung des südlichsten Lagerbereichs mit dem dortigen Lagertor und den in diesem Bereich liegenden Bauten.

## Baugeschichte

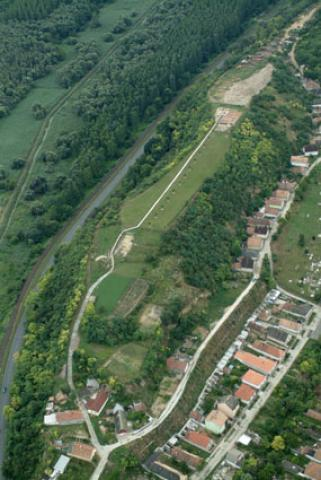
Das Kastellareal auf dem Lösshügel von Norden. Dort, wo heute ein Kanal verläuft, floss bis in das 19. Jahrhundert die Donau. An der Stelle des heutigen Dorfes Dunakömlőd am Westrand des Lösshanges befand sich auch das römische Lagerdorf.

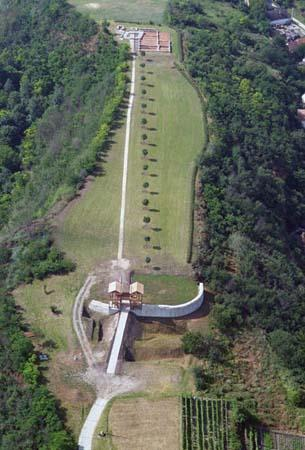
Das vereinfacht teilrekonstruierte Nordtor im Bildvordergrund

### Prinzipat
Ein bei Lussonium geborgener römischer Grabstein wies die Archäologen schon früh darauf hin, dass das Kastell bereits in flavischer Zeit (69–96) als Holz-Erde-Lager errichtet worden sein könnte. Die ehemals länglich-rechteckige, aufgrund der Topographie fast genau nach den Himmelsrichtungen orientierte Anlage, umfasst ein heute nach den Zerstörungen durch die Donau nicht mehr vollständig erschließbares Gebiet von 220 Metern Länge × 40 (bzw. 70) Metern erhaltene Breite. Da die früh- und mittelkaiserzeitliche Fortifikation in der Spätantike teilweise starke Veränderungen erfuhr, gestalteten sich die Forschungen zur römischen Gründungsphase schwierig. Bei seinen Untersuchungen konnte Visy 1989 im nordwestlichen Eckbereich des spätantiken Kastells vor dem spätantiken Wehrgraben zwei in nördliche Richtung gezogene Grabenabschnitte beobachten. Diese beiden Spitzgräben waren zu unterschiedlichen Zeiten während des 1./2. beziehungsweise 2./3. nachchristlichen Jahrhunderts in Gebrauch. Durch die Entdeckung dieser Wehrgräben bestätigte sich erstmals die bis dahin nur mutmaßlich angenommene frührömische Gründung des Kastells. Aus dem frühesten Graben sowie einer Grube stammten die bis 1989 ältesten Funde. Insbesondere die dort entdeckte dekorierte italische Terra Sigillata sowie die Terra Nigra ließ sich auf die Mitte des 1. Jahrhunderts n. Chr. datieren, so dass sich die tatsächliche Gründung während der Regierungszeit der Kaiser Claudius (41–54) oder Nero (54–68) verorten lässt. In diese Zeitstellung gehörten auch die Überreste eines frühen Erddamms, der die Umwehrung bildete sowie die Reste von Mannschaftsbaracken. Diese Baracken bestanden aus Fachwerkkonstruktionen, von denen sich noch Spuren der Holzpfosten, die in einem Abstand von 0,50 Metern standen, erhalten hatten. Die Gefache des Fachwerks waren mit Lehmziegeln ausgefüllt. Veränderte Mauerstände zeugen von einer Umbauphase.
Wahrscheinlich wurde der Kastellplatz im fortgeschrittenen 2. Jahrhundert aufgelassen. Ein mögliches erstes Steinkastell könnte gegen Ende des 2. Jahrhunderts an einem anderen Ort entstanden sein. Dennoch könnte auf dem Bottyán-Hügel auch weiterhin einen Militärposten bestanden haben. Visy sieht in den dort gefundenen Ziegelstempeln der Cohors I Alpinorum equitata (1. teilberittene Kohorte der Alpenbewohner) einen Beleg für die Fortführung der militärischen Kontinuität im 3. Jahrhundert, jedoch an einem bisher unbekannten Platz im Bereich von Lussonium.

### Spätantike

#### Umwehrung

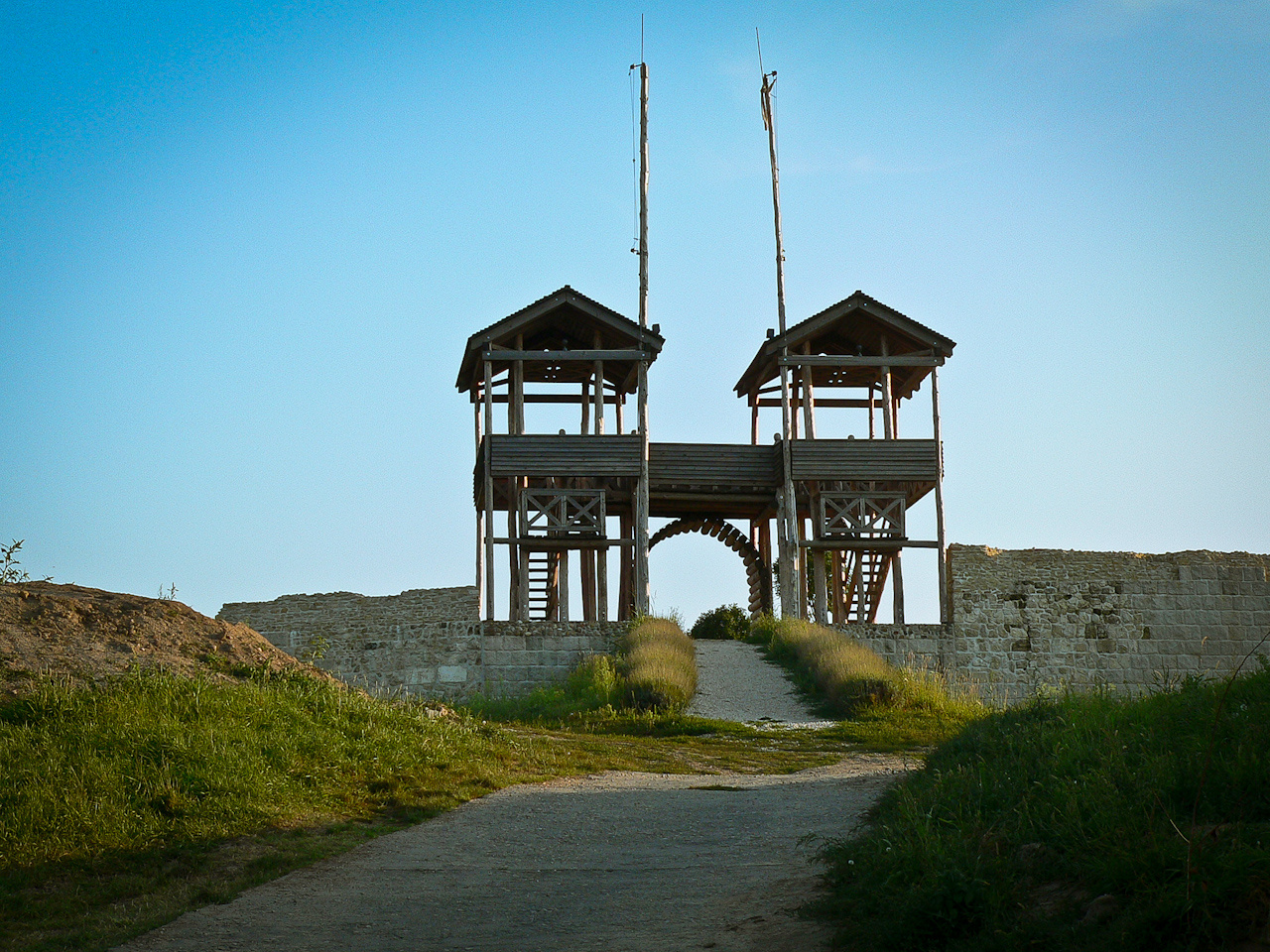
Der Zugang zum teilrekonstruierten Nordtor mit dem nur andeutungsweise wiedergegebenen antiken Zustand des Torbaus

Ein 250 Meter langes Steinkastell mit einer 1,30 bis 1,50 Meter starken Wehrmauer entstand erst während der Spätantike auf dem Hügel. Visy ordnete die Entstehung dieser Fortifikation in die Zeit der Tetrarchie oder die Regierungszeit des Kaisers Konstantin I. (306–337). Der langgestreckte Grundriss besaß wie die älteren mittelkaiserzeitliche Anlagen abgerundete Ecken. An der westlichen Umfassungsmauer konnte festgestellt werden, dass die Befestigung während des 4. Jahrhunderts in diesem Bereich auf den älteren römischen Schichten neu gegründete worden war und unter der Verwendung von Tegulae (gebrannten Ziegeln) wiederentstand. Ähnliche Befunde stammten von der erhaltenen Südwestecke des Kastells. Als Annäherungshindernis hatten die spätrömischen Bautrupps zunächst einen neuen Graben von acht Metern Breite und drei bis vier Metern Tiefe um die Garnison gelegt, der später durch einen weiter nach außen verlegten Graben mit einer Breite von zwölf Metern und einer Tiefe von vier bis fünf Metern ersetzt wurde.
Ein Detail der Josephinischen Landesaufnahme von 1782 bis 1785 zeigt aus der damals noch erhaltenen nordwestlichen und südwestlichen Kastellecke hervorspringende Ecktürme, die Visy zunächst einer spätantiken Bauphase zuordnete. Während der Grabungen konnte an keiner der erhaltenen Kastellecken überhaupt ein Turm nachgewiesen werden. Auch die älteren Gräben, die von den weit herausragenden spätantiken Ecktürmen hätten durchschnitten werden müssen, zeigten keine entsprechenden Spuren. Der Archäologe erklärte diese gravierenden Unterschiede zwischen Karte und Realität damit, dass das Gelände nach dem Abtragen des Bottyán-Forts zuletzt in den 1960er Jahren neu nivelliert wurde. Somit sind viele Strukturen vor Grabungsbeginn verlorengegangen, die konkrete Aussagen zu diesen Turmbauten hätten machen können.
Die erhaltenen Strukturen der Wehrmauer wiesen nur zwei einspurige Tore an den beiden Schmalseiten auf – eines im Norden, das andere im Süden. Deren Konzeption lehnte sich noch deutlich an die Bauweisen der Prinzipatszeit an. Beide waren nachträglich in die Mauer eingefügt worden und besaßen zwei die Durchfahrt flankierende, rechteckige Tortürme, die nach außen zum Verband der Umfassungsmauer bündig abschlossen. Die Türme waren 3,10 × 4,35 Meter groß und besaßen 0,90 Meter dicke Mauern. Nur an der zum Lagerinneren weisenden Seite, an der sich auch die ebenerdigen Zugänge befanden, waren die Turmmauern 0,60 Meter breit.

#### Innenbebauung

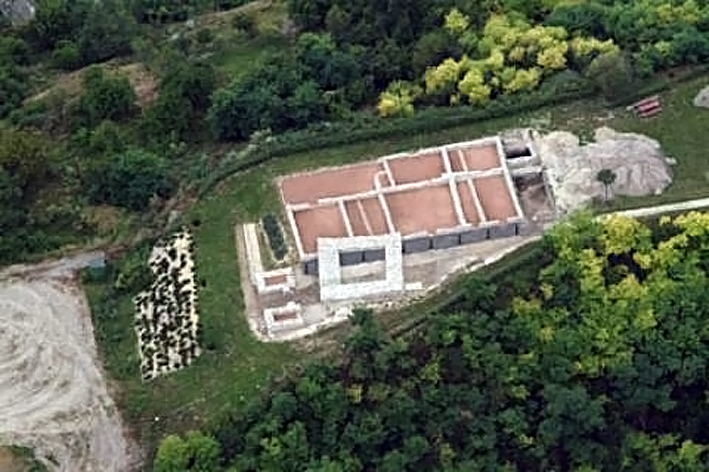
Die spätantike Steinbaracke mit ihren für Anschauungszwecke rötlich gekiesten Innenräumen vor dem Südtor. Zudem ist der mächtige Turm über der Lagerhauptstraße als eine der letzten Baumaßnahmen zu sehen.

Über den älteren Schichten mit den Fachwerkbaracken entstand am Südende des Kastells unmittelbar hinter der Wehrmauer eine 27 × 14,50 Meter große steinerne Baracke, der ein zwei Meter breiter hölzerner Portikus vorgelagert war. An dessen Längsseite führte die Lagerhauptstraße vom Nordtor kommend zum Südtor hinaus. Der Bau war im Inneren durch zwei große Raumgruppen gegliedert. Die zum Portikus hin gelegenen unterschiedlich breiten, aber gleich langen Zimmer und Durchgänge besaßen dort auch ihre Zugänge. Der hintere Gebäudetrakt war wesentlich schmäler und wie der Portikus längs zu den anderen Räumen orientiert. Der Bau wies Renovierungsphasen und mehrfache leichte architektonische Veränderungen auf. Ob sich diese Baracke unmittelbar an die Wehrmauer lehnte oder durch eine Lageringstraße (Via sagularis) von dieser getrennt stand, kann aufgrund der jahrhundertelangen Erosion und der Beschädigungen durch die Freiheitskämpfe nicht mehr entschieden werden. Auch in der Nordwestecke des Kastells befand sich ein Steinbau, der mit einer Kanalheizung ausgestattet war sowie einen vorgelagerten Portikus besaß. Möglicherweise steht dieser Bau mit der teilweisen zivilen Umnutzung des Kastellareals im Laufe des 4. Jahrhunderts in Verbindung.
Ähnlich wie am nordpannonischen Kastell Ad Statuas (Ács-Vaspuszta) gehörte auch in Lussonium die Anlage von zwei gleich großen, bienenkorbartigen Getreidegruben zu den letzten römischen Baumaßnahmen. Gegen Ende des 4. Jahrhunderts wurde das Kastell schließlich abgerissen und die Gruben zugeschüttet. Die Archäologen fanden in dieser Verfüllen eine große Zahl an Fundstücken, darunter drei spätrömische Eisenhelme, einen eisernen Schildbuckel, viele eiserne Werkzeuge, einen Satz bronzener Waagengewichte und zwei bleiverglaste Lampen. Zeitgleich ist auch der damalige Wehrgraben eingeebnet worden.
Am Südende des Kastells entstand nach der Planierung des Platzes über Teilen der Baracke und der Lagerhauptstraße ein mächtiger 10 × 10 Meter großer, mehrstöckiger Turm mit 2,30 Meter starken Mauern. In der Nähe fanden sich zwei Gräber mit germanischen Funden, die in das erste Drittel des 5. Jahrhunderts datieren. Offensichtlich konzentrierte sich das antike Leben während der nachvalentinianischen Zeit nicht nur im Südteil, sondern auch im nordwestlichen Areal des planierten Kastells. Dort kamen im Zuge der Grabungen durch Visy zwischen 1987 und 1990 Holzpfostenkonstruktionen vom Ende des 4. beziehungsweise Anfang des 5. Jahrhunderts n. Chr. zu Tage, die auf den Ruinen des bereits unter Valentinian umgebauten heizbaren Gebäudes gründeten. Dort und im Umfeld wurden spätrömische Funde sowie eingeglättete Keramik vorgefunden. Wie die auch an anderen Punkten der Fortifikation eingesammelte Einglättkeramik verdeutlicht, besitzen die Stücke aus Lussonium einen sehr reichen Formenschatz und sind möglicherweise auf eine örtliche Manufaktur zurückzuführen. Aufgrund des spätantiken Fundspektrums kam die Archäologin Magdolna Kiss 1993 zu dem Schluss, dass Lussonium noch im frühen 5. Jahrhundert von einer kleinen Garnison germanischer Foederaten gehalten wurde.

### Chronologie des Kastellplatzes
Die Tabelle folgt den Angaben von Zsolt Visy:
| Bauphase  | Datierung                              | Ereignis |
| --------- | -------------------------------------- | --- |
| Phase I   | um 50 n. Chr.                          | Ein Holz-Erde-Kastell wird auf dem Bottyán-Hügel gegründet und erfährt bis zum Ende der Markomannenkriege (166–180) Umbauten. Im frühen 3. Jahrhundert wird der Garnisonsplatz wahrscheinlich aufgegeben. Ein nachfolgendes Steinkastell – falls es existiert hat – entstand an einem anderen Platz. Militärische Ziegelstempel auf dem Hügel weisen dennoch auf Bauaktivitäten im 3. Jahrhundert hin. |
| Phase II  | Ende des 3./Anfang des 4. Jahrhunderts | Das spätantike Steinkastell entsteht auf dem Hügel und wird mit mehreren Umbauten bis in die nachvalentinianische Zeit genutzt. |
| Phase III | Ende des 4. Jahrhunderts               | Der Kastellplatz wird planiert. Es entstehen einfache Holzbauten im Nordteil und ein mächtiger Steinturm im Südteil des Geländes. Diese Anlage besteht bis zum Ende der römischen Herrschaft in Pannonien (433 n. Chr.). |

## Truppe und Offiziere
2001 stellte der Archäologe und Epigraphiker Barnabás Lőrincz (1951–2012) seine Truppenaufstellung für Pannonien zusammen, die in dieser Liste durch andere Forschermeinungen und durch die spätantiken Einheiten in Lussonium ergänzt wird.
| Zeitstellung          | Truppenname                                                                          | Bemerkung |
| --------------------- | ------------------------------------------------------------------------------------ | --- |
| um 105 n. Chr.        | Cohors I Alpinorum peditata                                                          | Die 1. Infanteriekohorte der Alpenbewohner lässt sich durch Inschriften als Stammbesatzung im mittelkaiserzeitlichen Lussonium nachweisen. Das einzige genau datierbare Stück von dort ist die Statuenbasis mit einer im Jahr 163 n. Chr. entstandenen Ehreninschrift für den Kaiser Mark Aurel (161–180) Die Kohorte kam während der Zeit der Flavier nach Pannonien und wurde vielleicht zunächst in Poetovio (Ptuj) an der Drau stationiert. Dort hinterließ die Truppe Ziegelstempel. Um 105 n. Chr. wurden die Alpenbewohner nach Lussonium abkommandiert, um die Provinzgrenze vor dem kriegerischen sarmatischen Volk der Jazygen zu schützen, das seit dem 1. Jahrhundert n. Chr. am anderen Donauufer seine Siedlungsstätten besaß. Auch hier wurden ihre Ziegelstempel gefunden. Nach den Markomannen- und Sarmatenkriege soll die Truppe möglicherweise in das südlicher gelegene Kastell Kölked (Altinum) verlegt worden sein. Nach anderen Forschermeinungen könnten die Alpenbewohner zur selben Zeit auch von Lussonium aus in das Kastell Őcsény-Szigethpuszta, dem mutmaßlichen Alisca, verlegt worden sein. |
| frühes 3. Jahrhundert | Cohors I Alpinorum equitata                                                          | Der Kastellplatz auf dem Lößhügel wird wahrscheinlich aufgegeben. Dort entdeckte Ziegelstempel der 1. teilberittenen Kohorte der Alpenbewohner könnten allerdings trotzdem auf eine militärische Kontinuität in Lussonium hinweisen. Zudem hat ein Kohortenpräfekt dieser Einheit nach 202 n. Chr. einen Altar an diesem Garnisonsort gestiftet. |
| 4. Jahrhundert        | Cuneus equitum Constantianorum, Equites Dalmatae, Vexillation der Legio II Adiutrix, | Im 4. Jahrhundert wurden laut Notitia Dignitatum die Reitertruppen des Cuneus equitum Constantianorum – der anschließend nach Intercisa kam –, der Equites Dalmatae und zuletzt Teile der Legio II Adiutrix in Lussonium stationiert. |

### Grenzschutzkommandeure der Cohors I Alpinorum peditata
| Name                      | Rang                | Zeitstellung    | Bemerkung |
| ------------------------- | ------------------- | --------------- | --- |
| Lucius Iulius Passenianus | Praefectus cohortis | 151–230 n. Chr. | Der aus Latium stammende Kommandeur stiftete gegen 200 n. Chr. einen Votivaltar für Jupiter Dolichenus. Da er die von ihm befehligte Truppe auf dem Alter nicht nennt, wird seine Zugehörigkeit zur Cohors I Alpinorum peditata nur gemutmaßt. |

### Grenzschutzkommandeure der Cohors I Alpinorum equitata
| Name                    | Rang                | Zeitstellung                                                                                    | Bemerkung                                                                     |
| ----------------------- | ------------------- | ----------------------------------------------------------------------------------------------- | ----------------------------------------------------------------------------- |
| Publius Clodius Severus | Praefectus cohortis | 202–284 n. Chr. Nach den Befunden aus dem Kastell ist wohl das frühe 3. Jahrhundert anzunehmen. | Er stiftete einen Votivaltar für Fortuna Salutaris.                           |
| Publius Aelius Lucilius | Centurio cohortis   | 2. Hälfte des 2. Jahrhunderts/frühes 3. Jahrhundert                                             | Er stiftete eine Standarte für das örtliche Heiligtum des Jupiter Dolichenus. |

## Vicus
Wie bereits die Ausgrabungen von 1972 zeigten, fanden sich die zivilen Strukturen des zum Kastell gehörenden Lagerdorfes (Vicus) westlich des Lösshanges. Es wird heute teilweise von der dörflichen Bebauung Dunakömlőds überlagert. Im Bereich des steil abfallenden Hangs waren die antiken Bauspuren bereits durch die Erosion beeinträchtigt. Die Entwicklung der Siedlung lässt sich von frühen Holz-Lehm-Bauten des 1. Jahrhunderts bis zu in Steinbauweise errichteten Wohnhäusern während des 3. und 4. Jahrhunderts verfolgen.
Auf dem Hügel westlich des Burgberges fanden sich 1996 ebenfalls zivile Bauspuren des Vicus aus dem 3. und 4. Jahrhundert. Die Archäologen fanden Abfallgruben, eine Zisterne sowie ein auf einem steinernen Fundament gegründetes Haus mit Säulengang.

## Weitere wichtige Funde

### Militärdiplome
1969 wurden zwei dieser für die Forschung so wichtigen inschriftlichen Belege gefunden, die unter den Trümmern eines wohl während der Markomannenkriege zerstörten Hauses lagen, das aus dem 2. Jahrhundert stammte. Wie sich erst 1989 zeigte, befand sich die Fundstelle nur rund 30 Meter weiter nördlich des ältesten Wehrgrabens des Kastells. Das Fragment einer dritten Konstitution wurde im Sommer 1990 aus dem Schüttgut des wohl um die Wende vom 4. zum 5. Jahrhundert verfüllten spätantiken Grabens geborgen. Die beiden zuerst entdeckten Diplome gehörten zwei ehrenhaft aus der Armee entlassenen Soldaten der Cohors I Thracum Germanica (1. Kohorte der Thraker „Germanica“), deren Stationierungsort sowohl von Visy als auch von Lőrincz für das benachbarte, nördlich gelegene Kastell Baracspuszta (Annamatia) angenommen wird. Die zum Volk der einheimischen Eravisker gehörenden Veteranen lebten offensichtlich nach ihrem Austritt aus der Armee am 8. Februar 157 n. Chr. gemeinsam mit ihren Familien in dem später zerstörten Haus. Monnus, der Sohn des Tessimarus, hatte Nicia, die Tochter des Tricanus geheiratet, während sein Kamerad Culsus, der Sohn des Atedumus, Verveda, die Schwester des Monnus, ehelichte.
Vom Herbst 152 stammte das 1990 geborgene Fragment, das gleichfalls zu dem Diplom eines Veteranen der Cohors I Thracum Germanica gehörte. Visy hielt es aufgrund dieser Häufung von Konstitutionen der Cohors I Thracum Germanica in Dunakömlőd für möglich, dass die Truppe vor den Markomannenkriegen das Lager von Lussonium belegt haben könnte. Lőrincz versuchte 2001 nachzuweisen, dass für eine solche Annahme keine Beweise vorliegen.

### Ziegelstempel
Aus Lussionium stammt eine große Zahl von gestempelten Ziegeln, die auf verschiedene militärische Einheiten und Offiziere hinweisen und unterschiedliche Bautätigkeiten dokumentieren. Römische Militäranlagen wurden zumeist durch militäreigene Betriebe beliefert. Dies galt auch für das Baumaterial. Daher betrieben die Legionen und einige Kohorten entlang des Donaulimes Ziegeleien und verschifften oftmals das Material zu den jeweiligen Bauplätzen. An einigen Standorten konnte anhand von Inschriften auch die Anwesenheit von Bautrupps nachgewiesen werden, die nach der Erfüllung ihrer Aufgabe wieder abzogen. Wichtige Stempel aus Lussonium sind neben den bereits weiter oben genannten der Cohors I Alpinorum equitata:
- [E]XER(citus) PAN(noniae) IN[f(erioris)][34]
- LEG(io) II AD(iutrix)[35]
- COH(ors) VII BR(eucorum) und Coh(ors) VII BR(eucorum) GORD(iana)[36]
- TEREN[tius V(ir) P(erfectissimus) DVX][37]
- AP LVPO ORD[38]
- OF ARN MAXENTI A VIN[39]
- OF AR MAXENTI AR[40]
- QVADRIB(ur) A[41]

Sowohl die in der Provinzhauptstadt Aquincum stationierte Legio II Adiutrix als auch die Cohors VII Breucorum civium Romanorum equitata (7. teilberittene Kohorte der Breuker römischen Bürgerrechts) verschickten ihre Ziegel an die unterschiedlichsten Militärplätze. Das Stammlager der Breuker lag im Kastell Dunaszekcső; die Einheit betrieb dort ihre eigene Ziegelei. Ihre mittelkaiserzeitlichen Stempel sind unter anderem aus dem oberpannonischen Legionslager Brigetio aus der niederpannonischen Provinzhauptstadt Aquincum, und von den Kastellplätzen Intercisa, Ad Militare,Mursa und Sirmium bekannt. Nach seiner Aufstellung unter Kaiser Trajan hinterließ auch der Exercitus Pannoniae inferioris (Niederpannonisches Heer) an verschiedenen Garnisonsplätzen der Prinzipatszeit seine Stempelmarken.
Die Ziegel des Terentius dux, der von 367/368 bis spätestens 371 n. Chr. den Oberbefehl über die Provinz Valeria besaß, stammen aus einer Bauphase unter Kaiser Valentinian I. Der wohl als Ap(parante) Lupo ord(inario) zu lesende Stempel des Zenturios Lupus (nicht Lup(pian)o, wie häufig in der älteren Literatur genannt) ist ebenfalls der valentinianischen Epoche zuzuordnen. Seine Ziegel treten häufig auch in Vergesellschaftung mit Stempeln des Frigeridus dux auf, dem unmittelbaren Nachfolger des Terentius. was eine zeitliche Zuordnung möglich macht. Die Stempel des Lupus fanden sich auch am Burgus Dunakömlőd. Die Stempel der OF ARN-Gruppe (unsichere Auflösung der Buchstaben zu: Officinae auxiliares ripenses) lassen sich in die Zeit der Herrschaft der Kaiser Constantius II. (337–361) und Valentinian datieren. Da sich die Stempelabkürzungen AR, ARN bzw. ARAN einstweilen jedoch nicht eindeutig erklären lassen, bleiben die bisherigen Übersetzungsvorschläge spekulativ. Nach Lőrincz können die Ziegel des Offiziers Maxentius der Zeit zwischen 351 und 354 n. Chr. zugeordnet werden. Andere Forschungsergebnisse, welche die Ziegelstempel des Maxentius in den Provinzen Pannonia I und Valeria sowie im benachbarten Barbaricum analysierten, legen das Auftreten dieser Stempel entweder an das Ende der 350er Jahre oder in die letzten Jahre Valentinians I.

### Meilensteine
An der Porta principalis dextra, dem Südtor, fand sich das Fragment eines Meilenstein, der eine Entfernung von 68 römische Meilen bis Aquincum angibt. Ein weiterer Meilenstein aus Dunakömlőd wurde während der Regierungszeit des Kaisers Severus Alexander (222–235) aufgestellt und nennt 73 Meilen nach Aquincum. Als drittes Exemplar wurde ein Stück aus der Regierungszeit des Kaisers Maximinus Thrax (235–238) bekannt. Dort werden 97 Meilen nach Aquincum angegeben. Es wird deutlich, dass einige Meilensteine von ihrem ursprünglichen Standort entfernt wurden und als Spolien Verwendung fanden.

### Kultgegenstände eines Jupiter-Dolichenus-Heiligtums

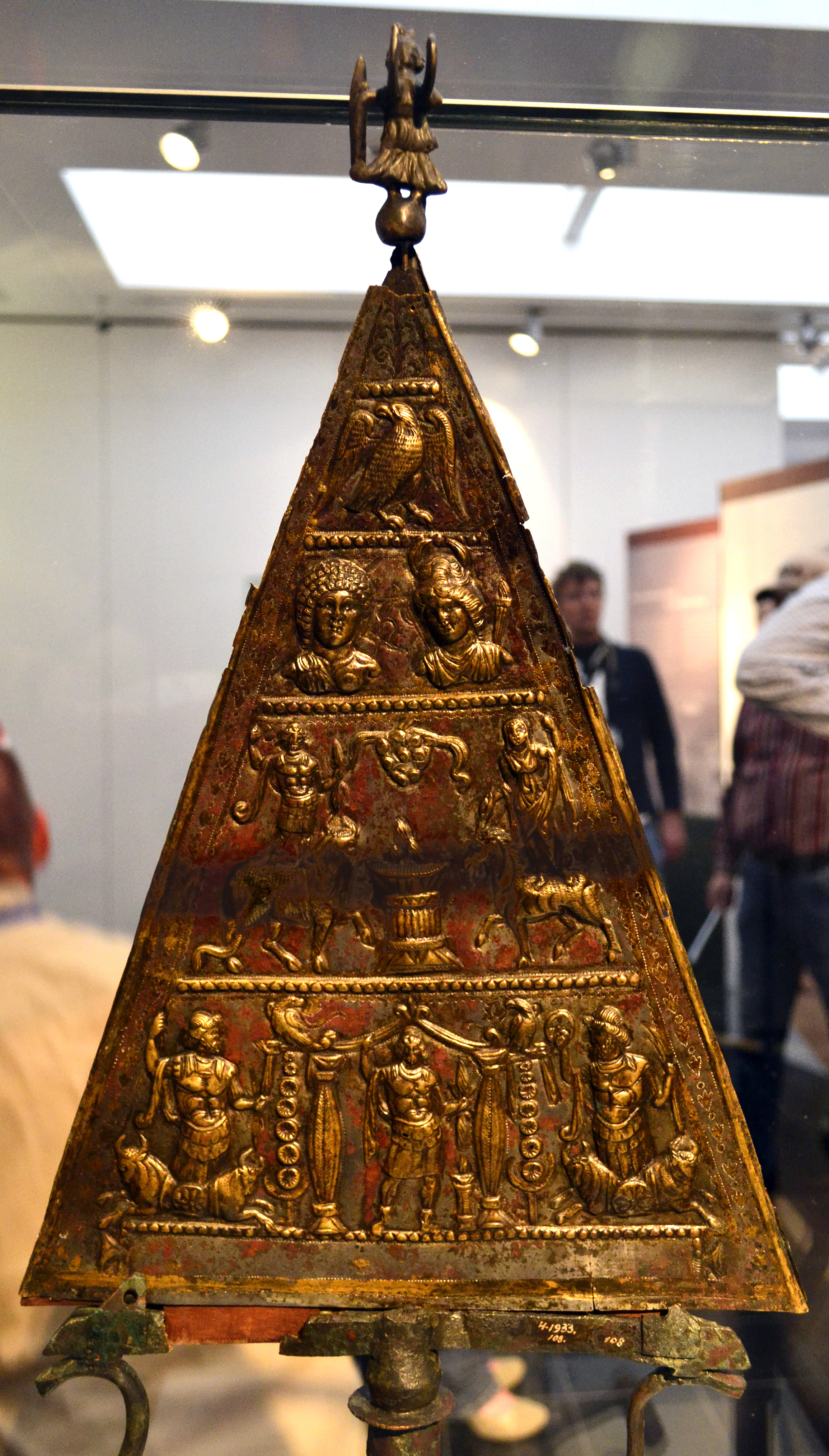
Eines der beiden Votivdreiecke aus Dunakömlőd mit einer textlosen Tabula ansata über dem Schaft.

Wie an anderen Militärstandorten entlang des Limes fand sich auch in Lussonium der – in diesem Fall indirekte – Nachweis eines Jupiter Dolichenus-Heiligtums. Zum Fundmaterial gehörten drei Ausstattungsgegenstände eines solchen Heiligtums, die bereits 1815 „bei der Schanze Bottyán zu Kömlöd“ gefunden wurden. Typisch ist ein für den Kult notwendiges Votivdreieck aus Bronzeblech mit Spuren von Versilberungen und Vergoldungen, das den aus Kleinasien stammenden Soldatengott auf einem Stier stehend zeigt. Der als römischer Feldherr gekleidete Gott trägt seine ihn auszeichnenden Attribute, eine Doppelaxt und ein Blitzbündel. Hinter dem Gott ist in verkleinerter Form eine Siegesgöttin mit Siegerkranz und Palmwedel zu sehen. Unter dem Stier hat sich der Stifter des Votivdreiecks verewigt:
Iovi Dulcheno P(ublius) Ael(ius)
Lucilius c(enturio) coh(ortis) I Alp(inorum) ped(itatae)
Übersetzung: „Für Jupiter Dolichenus. Publius Luculius, Centurio der 1. Infanteriekohorte der Alpenbewohner.“
Die Lesung im Corpus Inscriptionum Latinarum (CIL), wobei statt ped(itatae) das Wort eq(uitata)  an der fraglichen Stelle zu lesen ist, gilt als überholt.
Aus dem gleichen Heiligtum stammt ein weiteres Votivdreieck, das in seiner Ausstattung und Größe dem zuerst genannten in vielen Bereichen entspricht. Deutlich ist die Hand ein und desselben provinzialrömischen Künstlers bei beiden Stücken zu erkennen. Eine bereits eingravierte Tabula ansata enthielt keinen Text. Beide Dreiecke waren ursprünglich mit ihren Rücken zusammengefügt und wurden auf einer Tragestange mitgeführt, wie sie in einer Metallausführung bei Brigetio zu Tage kam.
Das dritte Stück in diesem Fundzusammenhang war die bronzene Statuette der Siegesgöttin Viktoria, die – auf einer Weltkugel stehende – einen Palmzweig und einen verlorenen Siegerkranz trug. Vergleichbare Funde, beispielsweise aus dem Jupiter-Dolichenus-Heiligtum des rätischen Kastells Pfünz beweisen, dass diese Viktoria-Statuetten auf den Votivdreiecken angebracht waren.
Auf Jupiter Dolichenus weist auch der gleichfalls 1815 im Uferbereich der Donau unterhalb des Bottyán-Hügels gefundene, teilweise stark beschädigte Votivaltar hin:
I(ovi) O(ptimo) M(aximo) Dol(icheno)
L(ucius) Iul(ius) Quirina
Passenianus
praef(ectus)
pro sua salute
et M(arci) Iul(i) Catul[li]
patris [v(otum)] s(olvit) [l(ibens) m(erito)]
Übersetzung: „Für Jupiter Dolichenus, den Besten und Größten. Der Präfekt Lucius Iulius Passenianus aus der Tribus Quirina für sein Heil und für seinen Vater Marcus Iulius Catullus. Er hat sein Gelübde gerne und aus freiem Willen erfüllt.“
Der Niedergang des Kultes begann nach 235 mit dem Ende der severischen Dynastie. Die meisten Heiligtümer wurden aufgelassen oder niedergebrannt. Aus der darauffolgenden Epoche gibt es nur noch sehr wenige Zeugnisse für die Verehrung des Jupiter-Dolichenus. Als 253 oder 256 der Sassanidenkönig Schapur I. das Hauptheiligtum des Gottes, das in Doliche, einer Stadt in der Provinz Syrien lag, vernichten ließ, könnte das zur Erschütterung der bis dahin noch übriggebliebenen Anhänger weiter beigetragen haben. Der Verbleib der wertvollen Kultgegenstände im Heiligtum von Lussonium über das Ende der Religionsgemeinschaft hinaus, wirft Fragen auf.

## Fundverbleib
Funde aus Lussonium werden heute im Ungarischen Nationalmuseum in Budapest verwahrt.

## Limesverlauf vom Kastell Lussonium bis zum Burgus Dunakömlőd
| Strecke | Name/Ort                        | Beschreibung/Zustand |
| ------- | ------------------------------- | --- |
| 6       | Dunakömlőd (Burgus Lussonium 7) | Rund 700 Meter südlich des Archäologischen Parks zeigt eine Luftaufnahme aus dem Jahr 1953 eine dunkle Anomalie, die als spätantiker Burgus interpretiert werden kann. Die Stelle befindet sich auf der steil abfallenden Ostseite einer geschotterten Straße, die dem Verlauf der antiken Limesstraße folgt. Das Objekt ist von einem quadratischen Doppelgraben umgeben. Der äußere umfasste rund 50 × 50 Meter, der innere rund 30 × 30 Meter. Eine Begehung des Areals ergab geringe Mengen an Ziegeln und Schutt. |
| 6       | Dunakömlőd (Burgus Lussonium 1) | Die Baureste des Ländeburgus Dunakömlőd sind aufgrund der tiefgreifenden Veränderung des Donauflussbetts im 19. Jahrhundert nur noch für die Unterwasserarchäologie erreichbar. |

## Denkmalschutz
Die Denkmäler Ungarns sind nach dem Gesetz Nr. LXIV aus dem Jahr 2001 durch den Eintrag in das Denkmalregister unter Schutz gestellt. Die römischen Fundstellen in Dunakömlőd und Umgebung gehören als archäologische Fundstätten nach § 3.1 zum national wertvollen Kulturgut. Alle Funde sind nach § 2.1 Staatseigentum, egal an welcher Stelle der Fundort liegt. Verstöße gegen die Ausfuhrregelungen gelten als Straftat bzw. Verbrechen und werden mit Freiheitsentzug von bis zu drei Jahren bestraft.